# Бригитта Килбридская
Бригитта Килбридская (Святая Брига, дева Килбрайдская; VI век) — католическая святая, память в Католической церкви совершается 21 января.
Святая Бригитта, или Брига (Briga), дева Килбрайдская (Kilbride), весьма почитаема в епархии Лисмор. Известно, что её знаменитая тёзка Бригитта Килдарская (память 1 февраля) не раз посещала её в Килбрайде.